# Igoville
Igoville is een gemeente in het Franse departement Eure (regio Normandië). De plaats maakt deel uit van het arrondissement Les Andelys. Igoville telde op 1 januari 2022 1.701 inwoners.

## Geografie
De oppervlakte van Igoville bedroeg op 1 januari 2022 5,61 vierkante kilometer; de bevolkingsdichtheid was toen 303,2 inwoners per km².

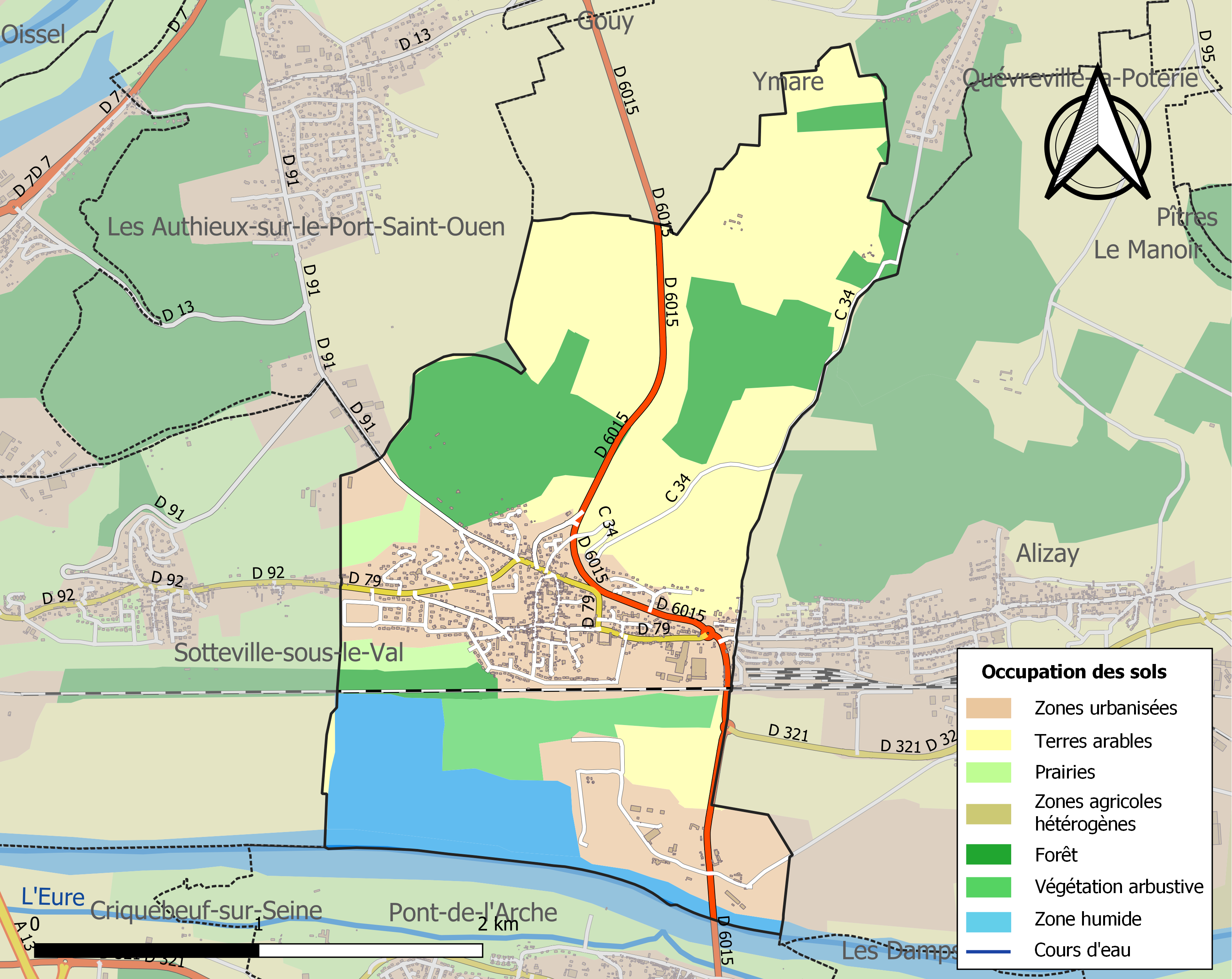
Kaart van de gemeente met belangrijkste infrastructuur, bodemgebruik en omliggende gemeenten

## Demografie
Onderstaande figuur toont het verloop van het inwonertal (bron: INSEE-tellingen).